# انفجار صاعق

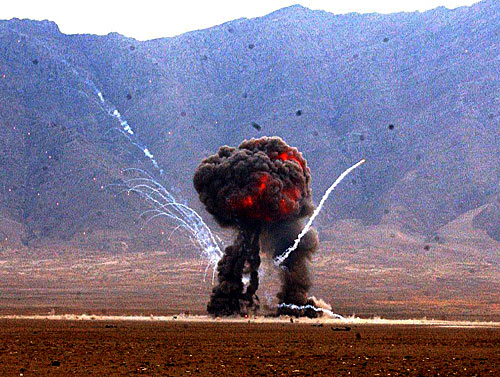
انفجار صاعق

الانفجار الصاعق هو نوع من أنواع الانفجارات يحدث فيه احتراق للمادة المتفجرة بسرعة تفوق سرعة الصوت، بالتالي تنشأ موجة صدمة نتيجة التحرر الكبير للطاقة في منطقة الانفجار.
يسمى المزيج الكيميائي المتفجر الذي يؤدي إلى الانفجار اللحظي بالصاعق ولكل مادة سرعة انفجارية.
حيث تتفاعل العوامل الفيزيائية (مثل موجة الصدمة) والكيميائية (مثل الاحتراق) بشكل متكامل. تبدأ هذه العملية بتشكّل موجة صدمة قوية تنشأ نتيجة التحرر الهائل للطاقة في منطقة الانفجار. تؤدي هذه الموجة إلى زيادة مفاجئة ومحلية في الضغط، مما يرفع درجة حرارة المادة المتفجرة بشكل كبير ويُسفر عن اشتعالها بسرعة فائقة تفوق سرعة الصوت في الوسط المحيط. يُطلق على المزيج الكيميائي المتفجر الذي يُحدث هذا الانفجار اللحظي اسم "الصاعق"، وتجدر الإشارة إلى أن لكل مادة متفجرة سرعة انفجارية مميزة. 

## النظريات الرئيسية المفسرة
توجد عدة نظريات علمية تصف وتفسر آلية الانفجار الصاعق، ومن أبرزها:
- نظرية تشابمان-جوجيه (Chapman-Jouguet - C-J) تصف هذه النظرية الانفجار الصاعق كموجة احتراق تنتشر بسرعة تفوق سرعة الصوت. وتفترض هذه النظرية أن نقطة الانفجار تحدث عند نهاية موجة الاحتراق، حيث يكون الضغط والسرعة في أقصى قيمة ممكنة . تُعد هذه النظرية أساسًا لفهم سلوك المتفجرات وتصميمها[1].

- نظرية فون نيومان-دورينج-زيدلوفيتش (Von Neuman-Doring-Zedlovich - ZDV) تُعد هذه النظرية تطويرًا لنظرية تشابمان-جوجيه، حيث تُدخل في حساباتها معدل التفاعل الكيميائي للمادة. وتصف هذه النظرية بنية موجة الانفجار الصاعق، حيث تتكون من منطقة ضغط عالية تليها منطقة تفاعل كيميائي، ثم منطقة هدوء نسبي.[1]
- نظرية بارثل (Barthel's Theory) تُعرّف نظرية بارثل الانفجار الصاعق على أنه موجة صدمة ثلاثية الأبعاد، تتبعها منطقة تفاعل كيميائي. وتُركز هذه النظرية على تعقيدات الجبهة الأمامية لموجة الصدمة وتأثيرها على سرعة التفاعل وانتشاره.[1]

## الأسباب
يمكن أن تنجم الانفجارات الصاعقة عن عدة عوامل، منها:
- العوامل الحرارية: تؤدي درجات الحرارة المرتفعة أو التدفئة السريعة للمواد المتفجرة إلى بدء التفاعل الصاعق.
- العوامل الميكانيكية: يمكن أن تسبب الصدمات الميكانيكية، مثل الاحتكاك الشديد أو الاصطدام، تحفيز الانفجار الصاعق.
- العوامل الكهربائية: قد تُطلق الشرارة الكهربائية أو التفريغ الكهربائي طاقة كافية لبدء الانفجار الصاعق في بعض المواد.[1]